# 라마강

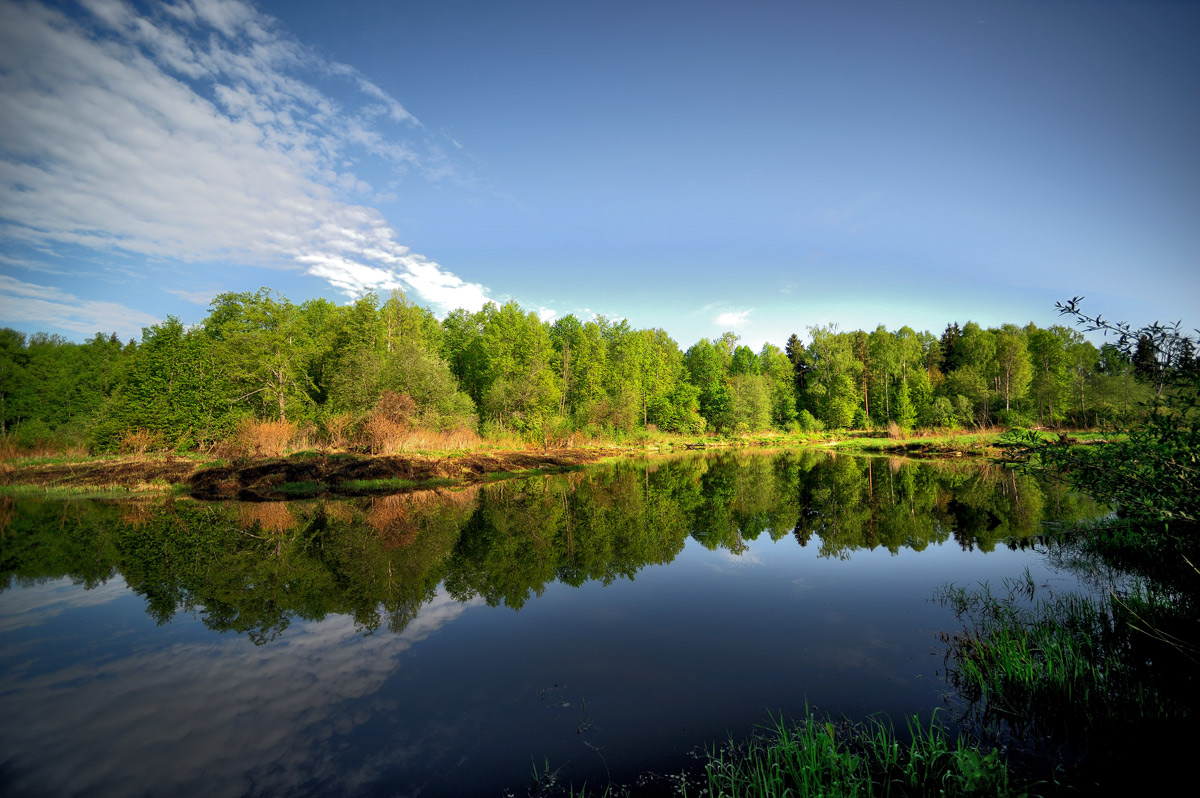
라마강

라마강(러시아어: Река Лама)은 러시아 모스크바주와 트베리주를 흐르는 강이다. 유역 길이는 139 km 이고, 유역 면적은 2,330 km이다. 라마강은 11월부터 밑에서부터 얼고 이듬해 3~4월 정도에 풀린다. 역사적으로는 이 강은 볼가강과 모스크바강의 수로 역할을 대신했다. 12세기부터 라마강의 도시는 볼로콜람스크이다.